# 德尔特·蒂姆勒
德尔特·蒂姆勒（德語：Dörte Thümmler，1971年10月29日—），德国女子竞技体操运动员。她曾代表东德参加1988年夏季奥林匹克运动会体操比赛，获得女子团体全能铜牌。